# Высоково (Марий Эл)
Высоково (мар. Нермычаш) — деревня в Горномарийском районе Марий Эл Российской Федерации. Входит в состав Троицко-Посадского сельского поселения.

## География
Деревня находится на правом берегу реки Малая Юнга, на расстоянии 7 км к юго-западу от города Козьмодемьянск, административного центра района.

### Часовой пояс
Деревня Высоково, как и вся Республика Марий Эл, находится в часовой зоне МСК (московское время). Смещение применяемого времени относительно UTC составляет +3:00.

## История
Деревня впервые упоминается в 1859 году в списках населённых мест Казанской губернии под официальным названием Шапкили, в просторечии — Высокова.

## Население
| 1859 | 2002 | 2010 | 2013 | 2014 |
| ---- | ---- | ---- | ---- | ---- |
| 57   | ↘41  | ↘26  | ↗31  | ↗32  |